# Ваутер Бюргер
Ваутер Бюргер (нід. Wouter Burger, нар. 16 лютого 2001, Зюйд-Беєрланд, Нідерланди) — нідерландський футболіст, півзахисник англійського клубу «Сток Сіті» та молодіжної збірної Нідерландів.

## Ігрова кар'єра

### Клубна
Ваутер Бургер почав грати у футбол у своєму рідному містечку поблизу Роттердама. Пізніше він пройшов через молодіжні команди роттердамських клубів «Ексельсіор» та «Феєнорд». У березні 2017 року у віці 16-ти років футболіст підписав з «Феєнордом» професійний контракт.
Першу гру в основі Бургер провів у серпні 2018 року у матчі кваліфікації Ліги Європи. У грудні 2018 року півзахисник підписав новий контракт з «Феєнордом», дія якого закінчувалася у 2023 році.
Та не маючи постійного місця в основному складі, у 2020 році Бургер був відправлений в оренду у інший клуб з Роттердама — «Ексельсіор». Наступний сезон футболіст також провів в оренді в ще одному клубі з цього міста — «Спарті».
У серпні 2021 року Ваутер Бургер підписав чотирирічний контракт зі швейцарським «Базелем». 12 вересня він провів свою першу гру у чемпіонаті Швейцарії.
25 серпня 2023 року підписав контракт на 4 роки із клубом Чемпіоншипу «Сток Сіті».

### Збірна
У 2018 році у складі юнацької збірної Нідерландів (U-17) Ваутер Бургер став переможцем юнацького чемпіонату Європи, що проходив в Англії.
Влітку 2023 року Бургер взяв участь у молодіжному чемпіонаті Європи в Румунії та Грузії, де зіграв у трьох матчах групового етапу.

## Титули і досягнення
Феєнорд
 Переможець Суперкубка Нідерландів: 2018

Нідерланди (U-17)
 Чемпіон Європи: 2018